# Mirufens dentipes
Mirufens dentipes är en stekelart som beskrevs av Girault 1915. Mirufens dentipes ingår i släktet Mirufens och familjen hårstrimsteklar. Inga underarter finns listade i Catalogue of Life.